# مورغان بويل
مورغان بويل (بالإنجليزية: Morgan Boyle)‏ هو لاعب دوري الرغبي أسترالي، ولد في 17 يوليو 1996 في Bega, New South Wales ‏ في أستراليا.